# Dušan Tadić
Dušan Tadić (serbisk kyrilliska: Душан Тадић), född 20 november 1988 i Bačka Topola, Jugoslavien (nuvarande Serbien), är en serbisk fotbollsspelare som spelar för Fenerbahçe och det serbiska landslaget.

## Klubbkarriär
Den 27 juni 2018 värvades Tadić av Ajax, där han skrev på ett fyraårskontrakt. Den 16 juli 2023 värvades Tadić av turkiska Fenerbahçe, där han skrev på ett tvåårskontrakt.

## Landslagskarriär
I november 2022 blev Tadić uttagen i Serbiens trupp till VM 2022.